# Burkhardtsgrün (Bösenbrunn)
Burkhardtsgrün ist ein Ortsteil von Bösenbrunn im sächsischen Vogtlandkreis.

## Lage
Das Waldhufendorf liegt südlich von Bobenneukirchen und Bösenbrunn etwa 2 km von der sächsisch-bayerischen Grenze entfernt. Westlich liegt Ottengrün, südlich, noch grenznäher, Posseck und Gassenreuth; östlich liegt Triebel/Vogtl. Burkhardtsgrün liegt auf rund 513 m.

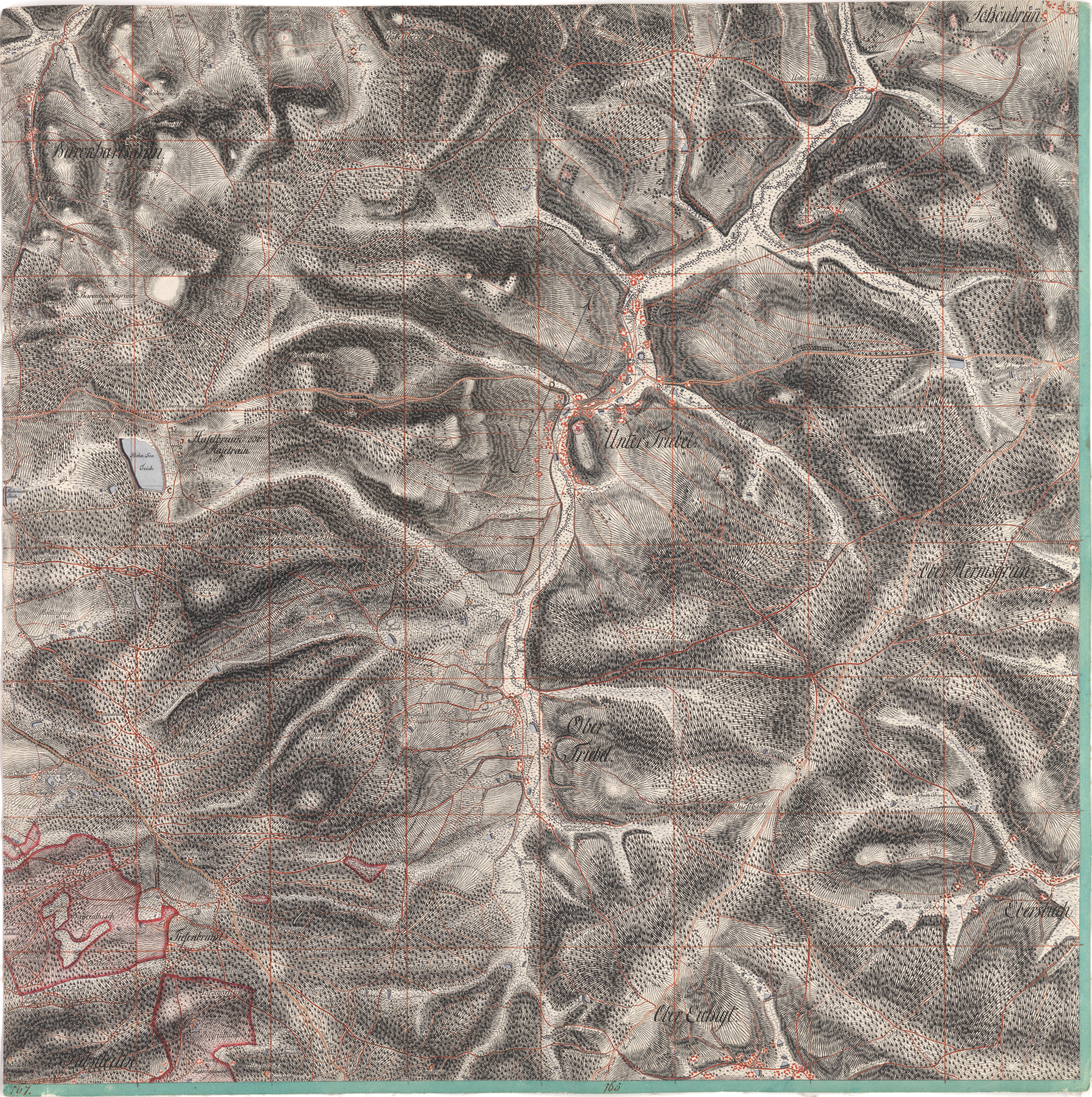
Kursächsisches Meilenblatt von 1794: Burkhardtsgrün in der oberen linken Ecke

## Geschichte
Burkhardtsgrün wurde spätestens 1378 erstmals schriftlich als Burghardisgrune erwähnt. Spätere Nennungen sind Burghardisrode (1389), Burgharczgrune (1405), Purckarßgrun (1483), Burckhardtsgrün (1590) und Burkhardtsgrün b. Oelsnitz (1875). Der Ort ist seit jeher nach Bobenneukirchen gepfarrt.
Der Ort war 1542 anteilig Amtsdorf und den Rittergütern Posseck, Sachsgrün und Leubnitz zugehörig. Für 1606 ist die Zugehörigkeit zu den Rittergütern Sachsgrün und Dröda belegt; und für 1764 ist der Ort wieder Amtsdorf und den Rittergütern Ottengrün und Posseck zugehörig. Entsprechend gehörte der Ort zum Amt Voigtsberg, dem Gerichtsamt, der Amtshauptmannschaft und dem (Land-)Kreis Oelsnitz, bis dieser 1996 im Vogtlandkreis aufging.
| Jahr          | 1542              | 1764                         | 1834 | 1871 | 1890 | 1910 | 1925 | 1939 | 1946 | 1950 | 1964 |
| ------------- | ----------------- | ---------------------------- | ---- | ---- | ---- | ---- | ---- | ---- | ---- | ---- | ---- |
| Einwohnerzahl | 18 besessene Mann | 20 besessene Mann, 3 Häusler | 121  | 115  | 115  | 117  | 106  | 86   | 117  | 101  | 67   |

1925 waren alle Einwohner evangelisch-lutherischer Konfession.

## Belege
1. 1 2  Burkhardtsgrün (2) – HOV | ISGV. Abgerufen am 20. März 2024.